# Лазерное охлаждение
Лазерное охлаждение относится к числу методов, в которых атомные и молекулярные образцы охлаждаются за счёт взаимодействия с одним или более полей лазерного излучения. Чаще всего под лазерным охлаждением подразумевают доплеровское охлаждение, так как до сих пор оно является наиболее распространённым методом лазерного охлаждения.
Методы лазерного охлаждения включают в себя:
- Доплеровское охлаждение. Процесс основан на поглощении атомами фотонов с последующим спонтанным переизлучением фотона с частотой, большей чем у поглощённого фотона. Таким образом, излучённый фотон имеет большую энергию, чем поглощённый. Разность энергий этих фотонов «заимствуется» из энергии теплового движения атома.
- Сизифово охлаждение
- Охлаждение методом боковой полосы
- Селективное по скоростям когерентное пленение заселённостей (VSCPT)
- Антистоксовое неупругое рассеяние света (как правило, в виде флуоресценции или комбинационного рассеяния)
- Использование зеемановского замедления[англ.]